# Захаров, Артём Алексеевич
Артём Алексеевич Захаров (род. 27 октября 1991, Петропавловск) — казахстанский шоссейный и трековый велогонщик, выступающий за команду Astana Pro Team. Участник Олимпийских Игр в Рио 2016 и Токио 2020. Чемпион Азии, призёр Азиатских игр.

## Карьера
Один из главных казахстанских специалистов по трековым велогонкам. В 2012 году стал призёром чемпионата Азии в дисциплинах мэдисон и командная гонка преследования. В следующие годы становился победителем и призёром различных турниров по трековому велоспорту — чемпион Азии и победителем Кубка Азии (2013), призёр Кубка мира (2015), призёр чемпионата Азии по велоспорту (2016).
В 2016 году на Олимпийских играх 2016 года в Рио-де-Жанейро занял 10-е место в омниуме. Занял пятое место на чемпионате Казахстана по шоссейному велоспорту в индивидуальной гонке. В конце года стал стажёром команды Astana Pro Team.
В 2017 году отметился на различных чемпионатах несколькими призовыми местами. На чемпионате Азии по велоспорту стал серебряным призёром в мэдисоне. На Азиатских играх по боевым искусствам и состязаниям в помещениях прошедших в Ашхабаде стал победителем в командной гонке преследования на 4 км и серебряным призёром в омниуме. А на Чемпионате Казахстана по шоссейному велоспорту стал победителем в групповой гонке и бронзовым призёром в индивидуальной гонке.
Рекордсмен Азии в индивидуальной гонке преследования на 4 км и круга с ходу на 250 м.
В апреле 2019 вместе с Жандосом Бижигитовым, Евгением Гидичем, Даниилом Фоминых и Дмитрием Груздевым стал в Ташкенте чемпионом Азии в командной гонке с раздельным стартом на шоссе.

## Достижения

### Трек
2011
11-й в генеральной классификации Гран-при Сочи
2-й Кубок Азии — командный спринт
2-й в генеральной классификации Tour of Ordos
2012
2-й  Чемпионат Азии — мэдисон
3-й  Чемпионат Азии — командная гонка преследования
Участник Чемпионата мира
2013
1-й  Чемпионат Азии — омниум
3-й Кубок мира — омниум
1-й Grand Prix Phoenix — скретч
8-й в генеральной классификации Tour of Serbia
- победитель в номинации «Лучший молодой гонщик»

1-й Кубок Азии — омниум
1-й Кубок Азии — командная гонка преследования
1-й  Чемпионат Казахстана — омниум
1-й  Чемпионат Казахстана — скретч
1-й  Чемпионат Казахстана — индивидуальная гонка преследования
Рекорды Азии:
- индивидуальная гонка преследования на 4 км (действующий) — 4:19,939 секунд
- круг с хода 250 м (действующий) — 12,841 секунд

2014
1-й International Gent (Бельгия, Гент) — индивидуальная гонка преследования
1-й  Чемпионат Казахстана —
2015
2-й Гран-при Минска — омниум
1-й International Gent (Бельгия, Гент) — индивидуальная гонка преследования
2017
1-й  Азиатские игры по боевым искусствам и состязаниям в помещениях — командная гонка преследования
2-й  Азиатские игры по боевым искусствам и состязаниям в помещениях — омниум

### Шоссе
2017
1-й  Чемпионат Казахстана — групповая гонка
3-й Чемпионат Казахстана — индивидуальная гонка
2019
1-й  Чемпионат Азии — командная гонка

## Рейтинги
| Год                 | 2013   | 2014 | 2015  | 2016   | 2017  | 2018   | 2019  | 2020   | 2021  | 2022  | 2023   |
| ------------------- | ------ | ---- | ----- | ------ | ----- | ------ | ----- | ------ | ----- | ----- | ------ |
| Мировой тур UCI     |        |      |       | -      | 415-й | -      |       |        |       |       |        |
| Мировой рейтинг UCI |        |      |       | 1957-й | 750-й | 916-й  | 958-й | 1365-й | 652-й | 729-й | 1808-й |
| Европейский тур UCI | 1106-й | -    | 967-й | -      | -     | 1692-й |       |        |       |       |        |
| Азиатский тур UCI   | 149-й  | -    | -     | 358-й  | 81-й  | 127-й  | 45-й  | 90-й   | 10-й  | 36-й  | -      |
|                     |        |      |       |        |       |        |       |        |       |       |        |
| Источник: UCI       |        |      |       |        |       |        |       |        |       |       |        |